# 867
867 (DCCCLXVII) je bilo navadno leto, ki se je po julijanskem koledarju začelo na sredo.

## Dogodki
- 1. januar

## Smrti
- 15. februar - Teodora II., bizantinska regentka in cesarica  (* 815)
- 23. september - Mihael III., bizantinski cesar (*  840)
- Gottschalk, nemški (saksonski) teolog (* 808)